# 全商珠算・電卓実務検定
全商珠算・電卓実務検定（ぜんしょうしゅざん・でんたくじつむけんてい）とは、財団法人全国商業高等学校協会が主催する検定のひとつである。文部科学省後援。
1級から6級まであり、1級～3級は部門別合格制度を実施している。
試験内容は「普通計算」と「ビジネス計算」で成り立っており、両方基準の点数を取ると合格となる。　
学習指導要領の改訂に伴い、令和3年度より4～6級の廃止と1～3級の部門合格の有効回数の変更(5回→4回)、令和4年度より検定試験名を「ビジネス計算実務検定試験」に変更、普通計算部門の伝票算の廃止が予定されている。

## 部門

### 普通計算
珠算部門で乗算・除算・見取算・伝票がありすべて5問となっている。また、電卓部門では乗算・除算・見取算が各10問、伝票が5問となっており珠算・電卓ともに制限時間は30分となっており70点以上で合格となる。
1～ 3級は申込時に計算用具をそろばんか電卓のいずれかを申請する。4～6級は「そろばん」のみの使用とする。
なお、使用する電卓はアドモード (ADD2) 機能がついているものが望ましい。

### ビジネス計算
売買・損益の計算、単利計算、手形割引の計算、複利計算、複利年金の計算、証券投資の計算、減価償却費の計算などの計算が文章形態になっている。
参考になるものとして、協会が毎年主催している全国高等学校珠算競技大会の問題がある。ビジネス計算は電卓・珠算どちらを使ってもいいことになっている。こちらも制限時間30分で70点以上で合格である。
ビジネス計算部門、普通計算部門の両部門の合格で1～3級の合格が認定されるが、このとき「珠算」および「電卓」の両部門に合格すれば，当該級の「珠算」と「電卓」の２種目の合格となる。なお、ビジネス計算部門と普通計算部門のどちらか一方のみの部門合格証書を有する者は，取得してから 5 回以内の検定において不足の部門に合格したときに限り，その級の合格が認められる。
また、平成16年度までは珠算・電卓と別々に行っていたが、平成17年度より珠算電卓検定として実施されている。なお、平成19年度の全国高等学校珠算競技大会の中で、電卓競技大会が行われた。各都道府県1名ずつの参加となり平成21年度も実施される。

## 出題範囲
出題範囲は、公益財団法人全国商業高等学校協会を参照のこと。

## 受験料
- 1級・2級・3級 - 1部門につき1,000円
- 4級・5級・6級 - 900円

## 試験開始
| 級  | 部門     | 開始時間 | 部門         | 開始時間 |
| --- | -------- | -------- | ------------ | -------- |
| 1級 | 普通計算 | 9:00-    | ビジネス計算 | 9:50-    |
| 2級 | 普通計算 | 10:40-   | ビジネス計算 | 11:30-   |
| 3級 | 普通計算 | 9:00-    | ビジネス計算 | 9:50-    |

## 受験手続
試験会場校（以下、試験校と略す）によっては、以下の手順で受験手続きが開始される。
1. 試験の2ヶ月前に、受験者は受験願書を自作の上、受験料に相当する定額小為替を同封し、試験校へ発送。
2. 仮受験願書と定額小為替が到着後、試験校は速やかに仮受験手続きが行われる。
3. 仮受験手続きが完了後、正規の受験願書が受験者の手元に到着。
4. 受験者は、締切日に間に合うように正規の受験願書を試験校へ発送。
5. 試験の1週間前になったら、受験者名及び生年月日並びに受験級・受験部門が記されている受験票が、受験者の手元に到着（受験票は、試験担当者が代書）。

試験校によっては、3・4がない場合もある。この場合は、受験願書及び受験票は、試験担当者の代書となる。